# 性格俳優

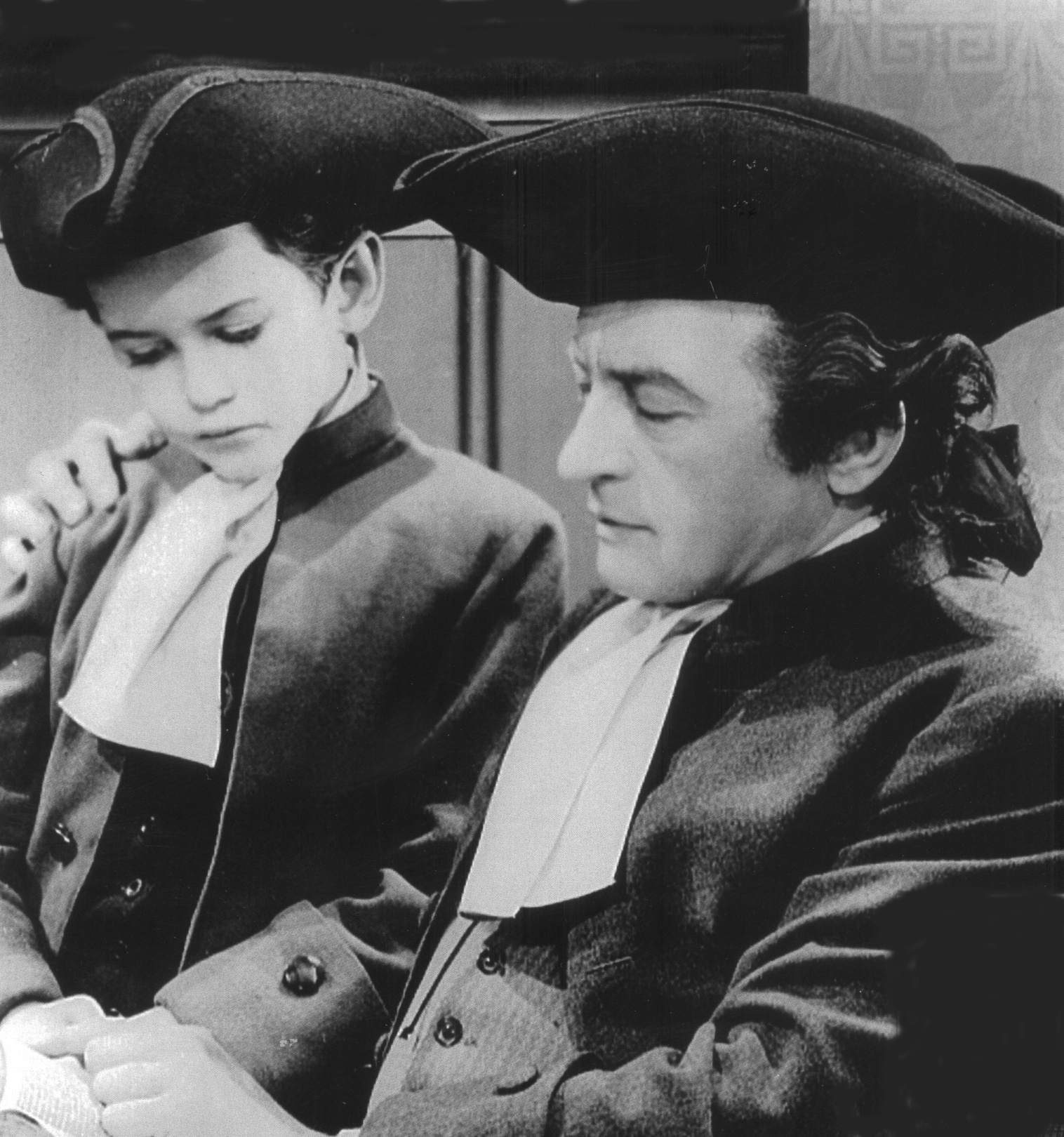
クロード・レインズ（右）は、主演俳優・性格俳優の双方を演じた人物である。「洗練されているが反道徳的な人物」を演じることもあった。

性格俳優（せいかくはいゆう、英: character actor）は、助演俳優のうち、劇中人物の性格を巧みに演じたり、個性のある役を得意とする俳優である。性格俳優は一風変わっていたり、興味深いキャラクターを演じることも多い。

## 性格俳優とは

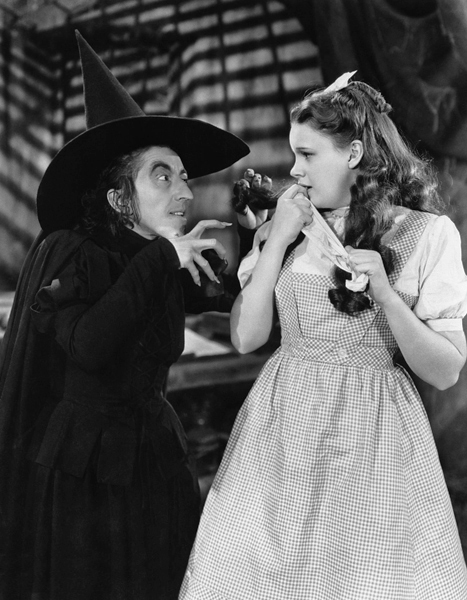
性格俳優の1人マーガレット・ハミルトン（左）は、実生活ではブロードウェイ・ハリウッドで働く前には幼稚園で教えていた「優しく、穏やかな女性」だった。1939年の映画『オズの魔法使』では、その性格とは全く異なり、恐ろしい西の魔女役を演じている。

この単語は、しばしば主演俳優と対比して用いられるが、やや抽象的で解釈に開きがある。文字通りの意味に取れば、どんな俳優も何らかの「キャラクター」を演じるので、ある意味での「性格俳優」ということになる。しかし一般的な意味では、特異的で重要なキャラクターの助演俳優を指すことが多い。
また、時には自分自身と大きくかけ離れた役を演じる俳優を指すこともあるが、一方で脇役を専門にしている俳優を指すこともある。どちらの場合も、性格俳優が演じるのは、端役や台詞の無いエキストラよりは重要な役である、との認識は変わらない。元々この言葉は、テレビや映画で活躍する俳優を指すため用いられており、舞台俳優を指すことは稀である。この言葉が使われ出した頃の用例としては、1883年版の『ステージ』紙が挙げられるが、この中で性格俳優は「個性や奇抜さを表現する」俳優（英: actor as "one who portrays individualities and eccentricities"）と定義されている。性格俳優として長年のキャリアを積んできた俳優が、圧倒的で記憶に残るような役を演じた場合には、観客はそれらの役を同一人物が演じていると認識するのは難しいかもしれない。
主演俳優とは異なり、性格俳優たちはそこまで魅力的とは限らない。ロマンスを演じるため、主演俳優には外見的美しさが求められがちなのに対し、性格俳優は、身長・体型・年齢・頭髪・外見など、何かしら外見的欠点を持っていることもある。例えば、シカゴ出身の性格俳優、ウィリアム・シュルツ（英: William Schutz）は、5歳の時に交通事故に遭い、外見を損なうような怪我を負ったが、再建手術でも治せなかった面構えは、逆に映画の観客にとって独特で記憶に残るものとなった。
概して、性格俳優の名前は映画やテレビの宣伝広告では大きく扱われず、映画の観客にとって魅力的であることも求められてはいない。主役俳優にはフルネームの役名（「ジャック・スパロウ船長」など）が与えられるのに対し、性格俳優が映画やテレビで演じる役柄は、例えば「フレッド巡査」("Officer Fred") などと、名字か名前のどちらかしか分からないことも多い。性格俳優の中には、特徴的な声や訛りを持つ人物もいるし、わざと覚えられやすい癖を作る俳優もいる。性格俳優として長年のキャリアがあっても、顔はよく覚えられているが名前は認知されていない、という俳優もいる。
性格俳優としてのキャリアを築いていた俳優が、主演俳優や次席の役へと転向することもある。主演俳優を務めてきた人物が、年を重ねることで、年齢差別により主演俳優を演じにくくなることもある。過去には肌の色による人種差別もあり、能力を持っているにもかかわらず人種的ステレオタイプな役を演じさせられることもあった。性格俳優たちは、ダンスや乗馬、アクロバット、水泳、ボクシングなど、映画で必要とされるある種の才能を元にのし上がることもある。有望な俳優の中には、あるジャンルでの大成功のため、ステレオタイプのような配役 (Typecasting) しか回ってこない人物も少なくはない。これはある種の役での印象がとても強いために、監督側も俳優に同様の役を与えがちになってしまうということである。性格俳優の演技は、本質的には同じ（ような）役を何度も何度もやり続けることとも考えられるが、アンディ・ディヴァインのこっけいで機知に富んだサイドキック役の演技や、反対にローレンス・オリヴィエのように、どんな役を演じても周りに溶け込めるような演技と、その方法には個人差がある。また、『スタートレック』や『ロッキー・ホラー・ショー』など、特定のファン・リピーターからカルト的人気を博す性格俳優もいる。

## 主な性格俳優とその役
性格俳優は、キャリアを通じて同じような役を演じることが多い。例えばハーヴェイ・カイテルは「タフで決然とした男」を演じることが多いし、マギー・スミスは「強健な女家長」を演じることが多い。クリストファー・ロイドは常軌を逸したような役を数多く演じている。クロード・レインズは、「洗練されているが、時には反道徳的な男」（英: a "sophisticated, sometimes ambiguously moral man"）、エイブ・ヴィゴダは「革のような、落ちくぼんだ目」（英: "leathery, sunken-eyed"）で、退職寸前で疲れ切ったごろつきを数多く演じた。フォレスト・ウィテカーは「穏やかで落ち着いた人物だが、熱意を持ち爆発しかねない」ような人物を演じることが多い。エド・ローターは、その「長く、角張った顔」から、脅しをかけるような役をしばしば演じたが、その顔が広く知られた一方で、彼の名前はそこまで知られていなかった。
性格俳優は幅広い種類の役を演じることができる。例えばファム・ファタール、ガンマン、サイドキック、町の呑兵衛 (en) 、悪役、「優しい売春婦」 (Hooker with a heart of gold) などである。性格俳優の演じる役は、俳優自身の実際の生活・性格とは全くかけ離れていることも多く、これは俳優たちが、役を自分自身の延長としてではなく、全く違う人格として捉えて表現していることを意味する。性格俳優は自分自身を、表現する役の中に組み込んでしまうこともあり、結果として私生活での人格を認識できなかったりもする。ある見方に従えば、優れた性格俳優はほとんど仕事を休むことなく、数十年にも及ぶ長いキャリアを築くこともしばしばである。また彼らは、同僚の俳優たちに大いに尊敬・評価されていることも多い。